# 倉橋達治
倉橋 達治（くらはし たつじ、1943年 - ）は、日本の映像作家、アニメーター。

## 略歴
- 1943年愛知県生まれ。
- 1961年に東映動画に入社後、1965年に独立。
- アニメーション制作のほか、CMや本のイラストなどを手掛ける[1]。

## 作品一覧

### みんなのうた
- ◆は、5分間1曲枠の楽曲（ロングのうた）。
- 1.のらねこ三度笠 / 西田敏行（1980年6月・7月放送）
- 2.メゲメゲルンバ / 詩織（1981年10月・11月放送）
- 3.カメレオン / シュガー（1984年8月・9月放送）
- 4.夢を盗むギャングたち / TinBin（1986年10月・11月放送）
- 5.ショボクジラ・チビコブラ / 東京放送児童合唱団（1987年6月・7月放送）
- 6.フラミンゴのワルツ / 尾藤イサオ（1988年10月・11月放送）
- 7.三女・おさがり節 / 加藤梓（1989年6月・7月放送）
- 8.ユーレイなんだぜ / 中島啓江（1990年6月・7月放送）
- 9.ぼく かっこいいでしょ / 真璃子（1991年10月・11月放送）
- 10.どすこい!!太郎 / 水前寺清子（1993年6月・7月放送）
- 11.ぼくのクラスは最先端 / ザ・ジャドーズ（1995年8月・9月放送）
- 12.ブギ・ウギ・ゴリラ / GO-RILLA（1996年8月・9月放送）
- 13.アジのひらきの三度笠 / 山下ひろみ（1998年4月・5月放送）